# Axvalls församling
Axvalls församling var en församling i Skara pastorat i Skara-Barne kontrakt i Skara stift. Församlingen låg i Skara kommun i Västra Götalands län. Församlingen uppgick 2018 i Valle församling.

## Administrativ historik
Församlingen bildades 2010 genom sammanslagning av Norra Vings församling och Skärvs församling och ingick därefter i Skara pastorat. Församlingen uppgick 2018 i Valle församling.
Församlingskod var 148508

## Kyrkor
- Norra Vings kyrka
- Skånings-Åsaka kyrka
- Skärvs kyrka
- Stenums kyrka